# Hans Richard Brittnacher
Hans Richard Brittnacher (* 21. Dezember 1951 in Trier) ist ein deutscher Germanist und Literaturwissenschaftler.

## Leben
Brittnacher studierte ab 1972 Germanistik in Marburg, ab 1977 in Berlin. Als wissenschaftlicher Mitarbeiter am Fachbereich Germanistik der FU Berlin wurde er 1994 promoviert. Nach der Habilitation 2001 war er von 2002 bis 2018 Oberassistent am Institut für deutsche und niederländische Philologie und ab Oktober 2006 Lehrkraft für besondere Aufgaben. Zum außerplanmäßigen Professor wurde er 2006 ernannt.
Von 1983 bis 1985 und von 1987 bis 1989 dozierte er als Lektor für deutsche Sprache und Literatur an der Universität Bari. Er hatte Erasmus-Kurzzeitdozenturen in Bern und Wien. Im Sommersemester 2003 lehrte er als Gastprofessor in Wien. Von Januar bis Mai 2005 war er Max-Kade-Professor an der Duke University und an der University of North Carolina at Chapel Hill. Im Sommersemester 2008 war er Stipendiat des Hamburger Instituts für Sozialforschung.
Seine Arbeitsschwerpunkte sind phantastische Literatur und Intermedialität des Phantastischen, Literaturgeschichte der Goethezeit und des Fin de siècle, Außenseiter und Minderheiten in der Literatur, Zigeuner und Populärkultur.

## Ausgewählte Werke
- Ästhetik des Horrors. Gespenster, Vampire, Monster, Teufel und künstliche Menschen in der phantastischen Literatur. Suhrkamp: Frankfurt/Main, 1994, ISBN 978-3-518-38897-6.
- Delirien des Körpers. Phantastik und Pornographie im späten 18. Jahrhundert. Hannover: Wehrhahn, 1998, ISBN 978-3-932324-53-6.
- Erschöpfung und Gewalt. Opferphantasien in der Literatur des Fin de siècle. Böhlau, Köln, Weimar, Wien (Literatur – Kultur – Geschlecht, Große Reihe Bd. 18, hrsg. von Inge Stephan und Sigrid Weigel) [Habilitation], 2000, ISBN 978-3-412-08001-3.
- Leben auf der Grenze. Klischee und Faszination des Zigeunerbildes in Literatur und Kunst. Göttingen. Wallstein, 2012, ISBN 978-3-8353-1047-6.
- (Mhrsg.): Joseph Roth – Zur Modernität des melancholischen Blicks, hrsg. von Wiebke Amthor und Hans Richard Brittnacher. Berlin, Boston: Walter De Gruyter 2012, ISBN 978-3-11-028724-0.
- (Mhrsg.): Experiment – Risiko – Selbstentwurf. Kleists Radikale Poetik, hrsg. von Hans Richard Brittnacher und Irmela von der Lühe. Göttingen: Wallstein 2013, ISBN 978-3-8353-1288-3.
- (Mhrsg.): Phantastik. Ein interdisziplinäres Handbuch, hrsg. von Hans Richard Brittnacher und Markus May. Stuttgart. Metzler 2013, ISBN 978-3-476-02341-4.
- (Mhrsg.): Enttäuschung und Engagement. Zur ästhetischen Radikalität Georg Büchners. Hrsg. von Hans Richard Brittnacher und Irmela von der Lühe. Bielefeld: Aisthesis 2014, ISBN 978-3-89528-994-1.
- Das Opfer der Anmut. Die Schöne Seele und das Erhabene in Kleists "Die Verlobung in St. Domingo". In: Aurora. Jahrbuch der Eichendorff-Gesellschaft für die Klassisch-Romantische Zeit 54 (1994), S. 167–189.
- Wirkungsgeschichte Goethes in der Weltliteratur. In: Goethe-Handbuch, Bd. IV, 2: Personen, Sachen, Begriffe, hrsg. von Hans-Dietrich Dahnke und Regine Otto, Stuttgart: Metzler 1998, S. 1161–1187.
- Friedrich von Schiller. Die Räuber. In: Schiller-Handbuch. Herausgegeben von Helmut Koopmann in Zusammenarbeit mit der Deutschen Schillergesellschaft Marbach, Stuttgart: Kröner 1998, S. 326–353.
- Friedrich von Schiller. Anmut und Würde. In: Schiller-Handbuch. Herausgegeben von Helmut Koopmann in Zusammenarbeit mit der Deutschen Schillergesellschaft Marbach. Stuttgart: Kröner 1998, S. 587–609.
- Die Zeit des Zauberschlafs. Ein Motiv romantischer Erzählkunst bei Ludwig Tieck und Washington Irving. In: Athenäum. Jahrbuch für Romantik 12 (2002), S. 133–154.
- Antisemitismus und Liebesverrat in Raabes Holunderblüte. In: Horizonte verschmelzen. Zur Hermeneutik der Vermittlung. Festschrift für Hartmut Eggert zum 70. Geburtstag, hrsg. von Hans Richard Brittnacher, Matthias Harder, Almut Hille und Uschi Kocher. Würzburg: Königshausen & Neumann 2007, S. 75–86.
- Betrug auf hohen Touren. Walter Serners Poetik sozialer Mobilität. In: Unterwegs. Beiträge zur Poetik des Vagabundentums im 20. Jahrhundert, hrsg. von Hans Richard Brittnacher und Magnus Klaue. Köln, Weimar: Böhlau 2008, S. 71–88.
- Um die Kindheit betrogen – Kaspar Hauser und seine Geschwister Mignon und Meret. In: Kindheiten, hrsg. von Thomas Koebner. München: edition text + kritik 2013, S. 20–40.
- Glanz und Elend der Mafia – THE SOPRANOS als Sittengemälde aus New Jersey. In: Die neue amerikanische Fernsehserie. Von Twin Peaks bis Mad Men, hrsg. von Claudia Lillge, Dustin Breitenwischer, Jörn Glasenapp und Elisabeth K. Paefgen. München: Fink 2014, S. 19–43.
- „Mit einem Kuss verrätst Du mich?“. Judas im Film. In: H. R. Brittnacher (Hrsg.): Verräter. (Projektionen. Studien zu Natur, Kultur und Film). München: edition text+kritik 2015, S. 137–160.
- Halten die Bilder der Wirklichkeit stand? Der Erste Weltkrieg in Kunst und Literatur. In: Jahrbuch der Bayerischen Akademie Schönen Künste 28 (2014), Göttingen: Wallstein 2015, S. 13–35.
- Judas oder: Die Unvermeidlichkeit des Bösen. Literarische Lösungsversuche eines theologischen Rätsels. In: Religion und Literatur im 20. Und 21. Jahrhundert. Motive, Sprechweisen, Medien. Hrsg. von Robert Walter-Jochum und Tim Lörke. Göttingen: V&R unipress 2015, S. 17–32
- Bastarde und Barbaren. Utopien des Hybriden in GOT. In: Die Welt von ‚Game of Thrones’. Kulturwissenschaftliche Perspektiven auf George R.R. Martins "A Song of Ice and Fire". Hrsg. von Markus May, Michael Baumann, Robert Baumgartner und Tobias Eder. Bielefeld 2016, S. 157–172.
- Tertium datur. Das Fantastische in der Prosa von Alban Nikolai Herbst, in: text+kritik Nr. 236, Alban Nikolai Herbst, edition text+kritik, München 2022, ISBN 978-3-96707-698-1.